# Мастрилли, Марцио
Марцио Мастрилли, маркиз Галло, затем  1-й герцог Галло (итал. Marzio Mastrilli; 15 сентября 1753 или 1753[…], Палермо — 4 февраля 1833, Неаполь) — один из ключевых деятелей истории Неаполя рубежа XVIII и XIX столетий.

## Биография
Родился в 1753 году в Палермо.
В разные годы занимал следующие должности:
- Посол Неаполитанского королевства в Австрии (1790—1798)
- Полномочный представитель при заключении Леобенского договора и Кампо-Формийского мира (1797)
- Морской министр (1799)
- Вице-король Сицилии (1799—1802);
- Посол в Цизальпинской республике (1802)
- Посол во Франции (1803)
- Министр иностранных дел (1806—1808)
- Премьер-министр (1808—1815)
- Посол в России (куда не успел доехать; 1820)
- Посол в Австрии (вторично; 1820)
- Наместник Сицилии (вторично; 1820)
- Министр иностранных дел (вторично; 1820—1821)
- Полномочный представитель королевства на Лайбахском конгрессе (1821)

Мастрилли принадлежал к умеренно-либеральной партии, служил как королям Неаполя Жозефу Бонапарту и Иоахиму Мюрату (при котором стал герцогом и возглавлял правительство), так и Неаполитанским Бурбонам (как до их изгнания, так и после возвращения).
Был хорошо известен основным европейским дворами. Наряду с Кобенцлем сыграл важную роль в подписании Кампо-Формийского мира (1797); тогда же впервые познакомился с Наполеоном Бонапартом, подписавшим его с французской стороны.
Ещё один пик активности Мастрилли был связан с событиями Неаполитанской революции 1820—21 годов, когда он представлял интересы регента, принца Калабрийского, последовательно занимал ряд ключевых должностей и сыграл свою роль в умиротворении Неаполя.
Скончался герцог Галло в 1833 году в Неаполе, находясь в отставке.

## Биография согласноЭСБЕ
Галло (Марцио Мастритти, маркиз, позднее герцог Gallo, 1753—1833) — неаполитанский государственный деятель, министр иностранных дел при Иосифе Бонапарте и Мюрате. В 1814 году он подписал союзный договор с Австрией и Англией, но после бегства Мюрата оставил государственную службу. Революция 1820 года вызвала его снова на политическое поприще. Назначенный министром иностранных дел, он отправился послом в Вену, но по дороге, в Клагенфурте, получил письмо от Меттерниха, с предложением покинуть Австрию. Вернувшись в Неаполь, Галло сопровождал короля на конгресс в Лайбахе, где тщетно отстаивал интересы своего отечества. Остаток жизни он провел вдали от государственных дел.
— Галло, Марцио Мастритти // Энциклопедический словарь Брокгауза и Ефрона : в 86 т. (82 т. и 4 доп.). — СПб., 1890—1907.

## Избранные награды
- 1-й Герцог Галло (1813)
- Кавалер ордена Святого Януария (до 1790)
- Кавалер австрийского ордена Золотого руна (№ 860, 1798)
- Большой крест Королевского ордена Обеих Сицилий (1808)